# 第48回宝塚記念
第48回宝塚記念（だい48かいたからづかきねん）は、2007年6月24日に阪神競馬場で施行された競馬の競走である。アドマイヤムーンが優勝した。

## レース施行時の状況
春のGI戦線を締めくくる「グランプリ」宝塚記念。2003年にはその年の東京優駿（日本ダービー）優勝馬であるネオユニヴァースが参戦していたことに加え、他にも有力外国産馬が参戦するなど「グランプリ」に相応しいレースとなりつつあり、加えて海外G1競走に参戦するステップレースとしての地位も確立し始めていた。しかし、この年の宝塚記念は有力馬の軒並み回避などにより、GI（JpnI）競走を制覇したことのない馬による「悲願成就GI」と揶揄されていた。
この年の天皇賞（春）を制し、この競走後は凱旋門賞への出走を計画している前年の牡馬二冠馬メイショウサムソン、そのメイショウサムソンに前年は苦杯をなめたが、この年の海外G1ドバイデューティーフリーを制し雪辱を誓うアドマイヤムーン、同じくこの年の海外G1シンガポール航空国際カップを制したシャドウゲイト、その前年度優勝馬コスモバルク、前年度JRA賞最優秀短距離馬で前走の安田記念を制したGI競走4勝馬ダイワメジャー、前年の牝馬二冠馬カワカミプリンセス、そして64年振りに牝馬としてこの年の日本ダービーを制し、メイショウサムソンと共に凱旋門賞への出走も視野に入れているウオッカと実に7頭ものGI・JpnI馬が参戦し、他にも目黒記念優勝馬ポップロック、この年の日本ダービー2着できさらぎ賞優勝馬アサクサキングス、中山記念優勝馬ローエングリンなどこの年の重賞戦線の中心となった馬が名を揃えた。同競走史上初となるフルゲート（最大出走可能頭数）18頭立てとなり、18頭中17頭が重賞優勝馬という春の「グランプリ」に相応しい陣容となった。単勝人気はウオッカ、メイショウサムソン、アドマイヤムーンの順に続いた。

## 出走馬と枠順
| 枠番 | 馬番 | 競走馬名           | 性齢  | 騎手       | オッズ        | 調教師     |
| ---- | ---- | ------------------ | ----- | ---------- | ------------- | ---------- |
| 1    | 1    | スウィフトカレント | 牡6   | 横山典弘   | 46.9（8人）   | 森秀行     |
| 1    | 2    | ウオッカ           | 牝3   | 四位洋文   | 3.5（1人）    | 角居勝彦   |
| 2    | 3    | マイソールサウンド | 牡8   | 角田晃一   | 183.7（18人） | 西浦勝一   |
| 2    | 4    | マキハタサイボーグ | せん5 | 和田竜二   | 174.5（17人） | 新川恵     |
| 3    | 5    | ポップロック       | 牡6   | 武豊       | 6.9（4人）    | 角居勝彦   |
| 3    | 6    | アドマイヤムーン   | 牡4   | 岩田康誠   | 6.7（3人）    | 松田博資   |
| 4    | 7    | カワカミプリンセス | 牝4   | 武幸四郎   | 10.2（6人）   | 西浦勝一   |
| 4    | 8    | インティライミ     | 牡5   | 佐藤哲三   | 47.4（9人）   | 佐々木晶三 |
| 5    | 9    | アドマイヤフジ     | 牡5   | 福永祐一   | 59.8（13人）  | 橋田満     |
| 5    | 10   | アドマイヤメイン   | 牡4   | 川田将雅   | 58.2（12人）  | 橋田満     |
| 6    | 11   | ダイワメジャー     | 牡6   | 安藤勝己   | 7.0（5人）    | 上原博之   |
| 6    | 12   | トウカイトリック   | 牡5   | 幸英明     | 95.5（14人）  | 松元省一   |
| 7    | 13   | ファストタテヤマ   | 牡8   | 小牧太     | 153.3（16人） | 安田伊佐夫 |
| 7    | 14   | シャドウゲイト     | 牡5   | 田中勝春   | 23.7（7人）   | 加藤征弘   |
| 7    | 15   | アサクサキングス   | 牡3   | 松岡正海   | 55.5（11人）  | 大久保龍志 |
| 8    | 16   | コスモバルク       | 牡6   | 五十嵐冬樹 | 51.1（10人）  | 田部和則   |
| 8    | 17   | メイショウサムソン | 牡4   | 石橋守     | 4.2（2人）    | 高橋成忠   |
| 8    | 18   | ローエングリン     | 牡8   | 後藤浩輝   | 119.4（15人） | 伊藤正徳   |

## レース内容

### レース展開
阪神競馬場は当日朝からの雨により馬場状態は前年と同じ稍重となった。レースは大方の予想ではアドマイヤメインが先頭に立つと思われたが、それを制してローエングリンが先頭に立ち、有力馬のカワカミプリンセスやシャドウゲイト、ダイワメジャーが前方で進み、それらの後ろに掛かり気味のウオッカもやや前の方で続いた。中盤にはメイショウサムソン、そしてメイショウサムソンをマークするようにアドマイヤムーンが続き、ポップロックも後方で控えた。第2コーナーを過ぎると、馬群は縦長となり1000m通過タイムが57秒台という馬場状態を考慮するとスプリント戦並みの超ハイペースで進んだ。その結果、第3コーナー手前では前を進んだ馬は尽く失速し、押し出されるような形で今度はカワカミプリンセスが先頭に立ち、内側からウオッカ、その外からはじわじわとメイショウサムソン、そしてそれをマークしていたアドマイヤムーンがポジションを上げていった。そして最後の直線ではこの4頭が並んだが、ウオッカとカワカミプリンセスは伸びずに後退。今度はアドマイヤムーンとそれに併せるようにメイショウサムソンが抜け出す形となり、2頭の一騎討ちとなる。メイショウサムソンの鞍上の石橋が、アドマイヤムーンと馬体を併せて一度はメイショウサムソンが先頭に立つも、すかさずアドマイヤムーンの鞍上の岩田が鞭を左手から右手に持ちかえ、メイショウサムソンと馬体を少し離し、最後は瞬発力の差でメイショウサムソンを振り切りゴールイン。国内GI競走初勝利を達成する。一方のメイショウサムソンも負けはしたものの、馬群からは完全に抜け出しており、負けてなお強しという結果となった。一方期待されていたウオッカは道中折り合いを欠き8着と敗れた。

### レース結果
| 着順 | 枠番 | 馬番 | 競走馬名           | タイム | 着差     |
| ---- | ---- | ---- | ------------------ | ------ | -------- |
| 1    | 3    | 6    | アドマイヤムーン   | 2:12.4 |          |
| 2    | 8    | 17   | メイショウサムソン | 2:12.5 | 1/2馬身  |
| 3    | 3    | 5    | ポップロック       | 2:12.8 | 2馬身    |
| 4    | 5    | 9    | アドマイヤフジ     | 2:12.9 | クビ     |
| 5    | 7    | 13   | ファストタテヤマ   | 2:13.0 | 1/2馬身  |
| 6    | 4    | 7    | カワカミプリンセス | 2:13.2 | 1馬身1/2 |
| 7    | 4    | 8    | インティライミ     | 2:13.3 | 1/2馬身  |
| 8    | 1    | 2    | ウオッカ           | 2:14.0 | 4馬身    |
| 9    | 6    | 12   | トウカイトリック   | 2:14.3 | 2馬身    |
| 10   | 2    | 4    | マキハタサイボーグ | 2:15.1 | 5馬身    |
| 11   | 8    | 16   | コスモバルク       | 2:15.2 | クビ     |
| 12   | 6    | 11   | ダイワメジャー     | 2:15.8 | 3馬身1/2 |
| 13   | 1    | 1    | スウィフトカレント | 2:15.9 | 1/2馬身  |
| 14   | 7    | 14   | シャドウゲイト     | 2:16.0 | 1/2馬身  |
| 15   | 7    | 15   | アサクサキングス   | 2:17.3 | 8馬身    |
| 16   | 2    | 3    | マイソールサウンド | 2:17.5 | 1馬身1/2 |
| 17   | 5    | 10   | アドマイヤメイン   | 2:18.2 | 4馬身    |
| 18   | 8    | 18   | ローエングリン     | 2:20.6 | 大差     |

## その他
- 4歳勢の二頭の一騎討ちとなり、しかもアドマイヤムーンが終始メイショウサムソンをマークして勝利した様は、第40回宝塚記念（当時の馬齢では旧5歳）のレース展開にも見られる。こちらは良馬場であったが、グラスワンダーがスペシャルウィークを目標と定めて勝利しているが、負けた側もなお強しというレースであった。
- 奇しくも凱旋門賞出走を計画していたスペシャルウィークが後に出走を取り消したように、メイショウサムソンもまた出走を取り消している。